# Manuel José de Meneses Prado
Manuel José de Meneses Prado foi um político brasileiro.
Foi presidente das províncias do Espírito Santo, nomeado por carta imperial de 4 de dezembro de 1875, de 3 de janeiro de 1876 a 5 de janeiro de 1877, e do Piauí, de 16 de outubro de 1885 a 7 de setembro de 1886.